# Lambda Librae
Désignations
Lambda Librae (λ Librae / λ Lib) est une étoile triple de la constellation zodiacale de la Balance. Elle est localisée à 0,1° au nord de l'écliptique, près de la limite avec le Scorpion. Elle est visible à l'œil nu et sa magnitude apparente combinée est de 5,03.
Le système présente une parallaxe annuelle de 10,54 mas telle que mesurée par le satellite Hipparcos, ce qui permet d'en déduire qu'il est distant d'environ ∼ 310 a.l. (∼ 95 pc) de la Terre. À cette distance, sa magnitude visuelle est diminuée de 0,22 en raison du dacteur d'extinction créé par la présence de la poussière interstellaire sur le trajet de sa lumière.

## Propriétés
Lambda Librae est une étoile binaire spectroscopique à raies simples, avec une période orbitale de 12,46 jours et une excentricité de 0,40, ainsi qu'une variable ellipsoïdale avec une amplitude de variation d'un millième de magnitude. Le système est une source  d'émission de rayons X.
La composante visible, désignée Lambda Librae Aa, est une étoile bleu-blanc de la séquence principale de type spectral B3 V. Il s'agit d'une étoile chimiquement particulière He-weak. Son rayon est 3,9 fois plus grand que le rayon solaire et sa masse en environ cinq fois supérieure à celle du Soleil. L'étoile est 743 fois plus lumineuse que le Soleil et sa température de surface est de 18 700 K. Lambda Librae Aa est également une étoile de type Véga candidate, c'est-à-dire qu'elle montre un excès d'émission dans l'infrarouge, caractéristique de la présence d'un disque de débris circumstellaire.
Le système de Lambda Librae est également connu pour être une binaire astrométrique. Étant donné qu'une orbite qui donne lieu à des éclipses comme c'est le cas de ce système est habituellement trop courte pour que l'on observe des variations astrométriques, cela indique qu'il y existe très probablement une troisième composante. Désignée Lambda Librae B, il existe peu d'informations à son sujet,.